# مبشر آباد
مبشر آباد أو (مبشرآباد) بالفارسية هي قرية تقع بمنطقة دستقردان ببخش دستقردان بمقاطعة طبس في إقليم خارسان الجنوبية بإيران.